# Дейли, Айрин
Айрин Дейли (англ. Irene Dailey; 12 сентября 1920, Нью-Йорк, Нью-Йорк — 24 сентября 2008[…], Санта-Роза, Калифорния) — американская актриса, известная благодаря ролям в мыльных операх и бродвейских постановках. Сестра актёра Дэна Дейли. Дэйли получила премию «Драма Деск» за свою роль в пьесе 1966 года «Номера», а в 1969 году присоединилась к дневной мыльной опере «На пороге ночи». Наибольшей известности Дэйли добилась благодаря роли Лиз Мэтьюс, матриарха семейства, в мыльной опере «Другой мир», где она снималась до 1994 года. В 1979 году она выиграла дневную премию «Эмми» за роль в шоу.
Карьера Дейли началась в восьмилетнем возрасте с выступлений в водевилях, а на бродвейской сцене она дебютировала в 1943 году. В период своей длительной карьеры она появилась в нескольких десятках бродвейских постановок, а в дополнение к этому имела заметные роли в кинофильмах «С леди так не обращаются» (1968), «Пять легких пьес» (1970), «Банда Гриссомов» (1971) и «Ужас Амитивилля» (1979). Дэйли умерла от рака толстой кишки в 2008 году в Санта-Роза, штат Калифорния.